# Eugene Frenke
Eugen Heinrich Frenkel (1 de janeiro de 1895 — 10 de março de 1984) foi um produtor de cinema nascido na Rússia, diretor e escritor. Duas vezes, Frenke colaborou com o diretor John Huston, sobre os filmes Heaven Knows, Mr. Allison e O Bárbaro e a Gueixa.

## Filmografia parcial
- Life Returns (1935)
- A Woman Alone (1936)
- Miss Robin Crusoe (1954)